# Milada Součková
Milada Součková (24 janvier 1898 – 1er février 1983) est une écrivaine, historienne de la littérature et diplomate tchécoslovaque. Elle a vécu et travaillé à Prague jusqu'en 1945, puis aux États-Unis,,,.

## Biographie
Milada Součková est née dans une famille aisée de Prague, en Royaume de Bohême. Elle étudie dans le prestigieux lycée Mi|nerva, en même temps que Milena Jesenská. Dès 1918, elle retourne à Prague pour étudier les sciences à l'université Charles de Prague, d'où elle sort diplômée après une thèse sur la vie des plantes. Elle entre ensuite à l’Université de Lausanne, qu’elle fréquente jusqu’en 1924 et où elle rencontre son futur mari, le peintre Zdeněk Rykr. Elle écrit pour de nombreux journaux et revues, rencontre le linguiste russe Roman Jakobson et devient en 1936 membre du Cercle linguistique de Prague (ou « École de Prague »). En 1940, son mari se suicide pour ne pas tomber aux mains de la Gestapo, et Milada quitte Prague pour vivre à la campagne. Sous l’Occupation, elle travaille avec l’écrivain Vladislav Vančura sur son monumental Obrazy z dějin národa českého (Images de l’Histoire de la Nation Tchèque), jusqu’à son arrestation par la Gestapo.
À la fin de la Seconde Guerre mondiale, en 1945, elle est nommée attaché culturel de l’ambassade Tchécoslovaque à Washington (district de Columbia). Trois ans plus tard (1948), pour protester contre le coup d’État communiste dans son pays natal, elle reste aux États-Unis sous le statut d’émigrée. Avec l’aide de Roman Jakobson, elle commence une carrière académique en tant que spécialiste de la langue et de la littérature tchèque, d’abord à l’université Harvard de 1950 à 1962, puis à Chicago, et finalement à l’université de Berkeley de 1970 à 1973. Après cette date et jusqu’à la fin de sa vie, elle sera documentaliste à Harvard, pour la Bibliothèque Widener.

## Œuvres
Les premières expériences littéraires de Milada Součková sont influencées par James Joyce et le surréalisme. Une grande part de sa production de base prend la forme d’un « flux de conscience » (stream of consciousness en anglais), imaginatif tout en restant sensé. Elle réalise des expériences sur la langue dans ses travaux les plus poussés, mais décrit surtout la vie quotidienne. Aux États-Unis, la majorité de ses écrits prend la forme de poésies en tchèque et de travaux théoriques, en anglais. Que ce soit sous régime nazi ou communiste, elle ne peut jamais publier ses écrits dans son pays natal. Son dernier roman, Neznámý člověk (Un homme inconnu, 1962) est publié alors qu’elle est en exil. L’ensemble de ses écrits tchèques finissent d’être publiés en 2009, à Prague, en 12 volumes. Ils sont lauréats du prix littéraire Magnesia Litera en 2010.

### Romans
- První písmena (Les Premières Lettres), 1934, prose expérimentale
- Amor a psyché (Amour et Psyché), 1937, prose expérimentale
- Odkaz (L’Héritage), 1940
- Zakladatelé (Les Fondateurs), 1940
- Bel canto, 1944
- Hlava umělc (La Tête d’un artiste), 1944
- Neznámý člověk (Un Homme inconnu), 1962
- Der unbekannte Mensch. Stuttgart 1999: Deutsche Verlags-Anstalt (traduction allemande)

### Poésies
- Gradus ad parnassum, 1957
- Pastorální suita (Suite Pastorale), 1962
- Sešity Josephiny Rykrové (Les Carnets de J. R.), 1981

### Histoire de la littérature
- A literature in crisis: Czech literature 1938 - 1950 (Littérature en crise: La littérature tchèque, 1938 - 1950), New York, 1954
- The Czech Romantics, s´Gravenhage, Mouton, 1958
- The Parnassian Jaroslav Vrchlický (Le Parnassien Jaroslav Vrchlický), La-Haye, Mouton, 1964
- A literary satellite. Czechoslovak-Russian literary relations (Un satellite littéraire. Les relations littéraires russo-tchécoslovaques). Chicago, Presses Universitaires de Chicago, 1970
- Baroque in Bohemia, Ann Arbor, Presses Universitaires du Michigan, 1980